# Attaques de Lahore du 28 mai 2010
Les attaques de Lahore du 28 mai 2010 ont frappé deux mosquées situées à Lahore, Darul-ul-Zikr et Bait-ul-Noor, du mouvement religieux Ahmadiyya. Deux commandos ont lancé des grenades, abattu des gardes de sécurité et pris des otages. Certains étaient armés d’une ceinture d’explosifs pour une attaque suicide. Le Tehrik-e-Taliban Pakistan est soupçonné d'être l'auteur de ces actions. Elles ont fait au moins 98 morts et plus de 120 blessés. Elles s'inscrivent dans le contexte de l'offensive d'Orakzai par l'armée pakistanaise.

## Réactions nationales
Shahbaz Sharif (du PMLN), chef de l'exécutif de la province du Pendjab, dénonce ces attaques et ce qu'il appelle la « pire forme du fondamentalisme ».

## Source
- (en) Cet article est partiellement ou en totalité issu de l’article de Wikipédia en anglais intitulé « May 2010 attacks on Ahmadi mosques in Lahore » (voir la liste des auteurs).

1. ↑  « Au moins 80 morts dans l'attaque de deux mosquées au Pakistan », Le Monde,‎ 28 mai 2010 (lire en ligne)